# ЦСК «Оршанский»
ЦСК «Оршанский» — стадион в Орше, первый по вместительности в городе (2 500 человек). Домашний стадион футбольного клуба Орша.

## История[1]
Центральный городской стадион является домашней ареной местного клуба ФК Орша . В 1998—1999 годах здесь также проходили домашние игры «Локомотив-96 Витебск». Оршанский стадион был закрыт с осени 1999 г. по лето 2001 г. из-за работ по замене поля. Дальнейшие ремонтные работы проводились в 2007—2008 гг. В рамках общегородских ремонтных работ перед фестивалем 2008 Дажинки (который проходил в Орше).
В настоящее время стадион является частью Оршанского физкультурно-спортивного клуба, организации, которая управляет несколькими другими спортивными сооружениями в Орше и близлежащих городах.